# 湧別町
湧別町（日语：／ Yūbetsu chō */?）位於北海道鄂霍次克綜合振興局中部鄂霍次克海沿岸，地處湧別川河口及其下游流域，東部則為佐呂間湖。當地的主要產業為漁業、酪農業、農業等。
名稱源自阿伊努語的「yupe」（鱘魚）或「yu-pet」（溫泉的河川）或「ipe-ot-i」（魚多的地方）。

## 歷史
- 1897年：從紋別村外9村戶長役場（現在的紋別市）分村，設置湧別村戶長役場。
- 1906年4月1日：湧別村成為北海道二級村。[4]
- 1910年4月1日：湧別村分割為下湧別村（現在的湧別町）和上湧別村（現在的上湧別町）。
- 1940年4月1日：成為北海道一級村。
- 1950年11月15日：部份轄區改隸屬常呂郡佐呂間村（現在的佐呂間町）管轄。
- 1953年10月1日：改制並改名為湧別町。
- 2009年10月5日：和上湧別町合併為新設立的湧別町。

## 交通

### 機場
- 紋別機場（位於紋別市）

### 鐵路
- 過去曾經有名寄本線和湧網線通過，現皆已於廢線。

### 道路
| 一般國道 - 國道238號 - 國道242號 | 道道 - 北海道道204號湧別上湧別線 - 北海道道244號遠輕芭露線 - 北海道道491號芭露停車場線 - 北海道道656號湧別停車場佐呂間湖線 - 北海道道685號計呂地若佐線 |

## 觀光景點
| - 網走國定公園 - 龍宮台（佐呂間湖） - 佐呂間湖畔原生花園 - 湧別厚岸草群生地 - （北海道指定史跡） - 佐呂間湖畔鶴沼的（北海道指定天然記念物） | - 佐呂間湖100公里馬拉松大會（6月） - 水雷爆炸事故祭奠（6月）：1942年5月，湧別岸邊發現兩個飄流的水雷，在公開爆破處理作業中不幸發生爆炸意外，造成106人死亡、130人受傷。 - 湧別魚獲豐收港口祭（7月） - 產業祭（9月） |

## 教育

### 中學校
| - 湧別町立湖陵中學校 | - 湧別町立湧別中學校 |

### 小學校
| - 湧別町立芭露小學校 | - 湧別町立湧別小學校 |

## 姊妹市・友好都市

### 海外
- Selwyn District（英语：Selwyn District）（紐西蘭 坎特伯雷）

## 本地出身的名人
- ：作家
- ：漫畫家
- 小松立美：漫畫家

## 外部連結
- （日語）湧別町觀光協會 （页面存档备份，存于）
- （日語）湧別町商工會
- （日語）湧別町文化中心
- （日語）湧別町社會福利協議會
- （日語）湧樂座（建於1946年的表演場）
- （日語）湧別町漁會 （页面存档备份，存于）